# Abu Almagra ibne Muça ibne Zurara
Abu Almagra ibne Muça ibne Zurara (em árabe: ابو المقرئ بن موسى بن زرارة; romaniz.: Abu'l-Magra ibn Musa ibn Zurara) foi o último emir zurárida de Arzena, situada na fronteira entre a Mesopotâmia Superior (Jazira) e Armênia, que na época eram províncias do Califado Abássida.

## Vida
Abul Almagra era filho de Muça ibne Zurara, o primeiro senhor zurárida conhecida de Arzena, e a irmã de um príncipe armênio cristão, Pancrácio II Bagratúnio, cuja província de Taraunitis fazia fronteira com o domínio de Muça em Arzena. Arzena era a capital do distrito de Arzanena (em armênio/arménio: Ałdznik) e pertencia à sub-província jazirana de Diar Baquir. Sucedeu seu pai após a morte deste último. A fim de proteger seu domínio contra os xaibanitas que dominavam o distrito de Diar Baquir, se aliou a outra poderosa dinastia armênia, os Arzerúnio da Vaspuracânia, casando-se com uma princesa Arzerúnio e até se convertendo secretamente ao cristianismo.
Ao mesmo tempo, permaneceu formalmente subordinado do governante xaibanita de Diar Baquir, Issa ibne Axeique, e teve que apoiá-lo em seus conflitos. Assim, quando Issa foi nomeado governador da Palestina em dezembro de 866, foi Abu Almagra quem foi enviado a Ramla para assumir o governo como vice de Issa. Em c. 879/80, aliaram-se a outros potentados locais, como os carijitas locais sob um certo Ixaque ibne Aiube e o chefe taglibita Hamadã ibne Hamadune, contra as ambições do turco Ixaque ibne Cundajique, que governava Moçul e tinha ambições de governar toda a Jazira. Essa coalizão conseguiu derrotar ibne Cundajique, mas a posição deste último foi logo reforçada ao ser nomeada pelo califa como governador de Diar Rebia e Armênia (879/80). Issa e Abu Almagra, em seguida, garantiram a paz, oferecendo um tributo de 200 000 dinares de ouro a serem confirmados em suas posses. Ibne Cundajique inicialmente aceitou, mas em 880/1 a coalizão contra ele foi renovada e a guerra aberta eclodiu. Desta vez, ibne Cundajique foi vitorioso numa batalha travada em abril / maio de 881, levando seus oponentes antes dele para Amida, que deixou sob cerco. Algumas brigas inconclusivas se seguiram, e a situação não foi resolvida na época da morte de Issa em 882/3, quando ibne Cundajique se envolveu nos esforços abássidas para recuperar a Síria das tulúnidas. Em c. 890, foi preso pelo filho ambicioso de Issa ibne Axeique, Amade, que aprisionou Abu Almagra e anexou os domínios zuráridas.
 